# بهنام طاهرزاده
بهنام طاهرزاده بازیکن پیشین فوتبال است که سابقه بازی در پرسپولیس تهران را دارد.

## گلزنی در دربی
طاهرزاده در ده دقیقه پایانی دربی چهل و سوم به میدان آمد و موفق شد گل سوم پرسپولیس را در بازی خداحافظی فرشاد پیوس به ثمر برساند و دروازه بهزاد غلامپور را باز کند.

## اختلاف با بزرگان و جدایی از پرسپولیس
پس از سه سال بازی در پرسپولیس، طاهرزاده به علت آنچه که بعدها از طرف خود او اختلاف با بزرگان پرسپولیس نظیر، احمدرضا عابدزاده، بهروز رهبری‌فرد، افشین پیروانی و … خوانده شد، از پرسپولیس جدا شد و به لیگ اسلوونی پیوست و همین امر موجبات کناره‌گیری تدریجی وی از فوتبال را فراهم آورد.

## مربی‌گری
وی پس از فوتبال با اخذ مدرک A مربی‌گری، در تیم‌های سایپامهر کرج و سایپا  به فعالیت پرداخت.